# Moio Alcantara

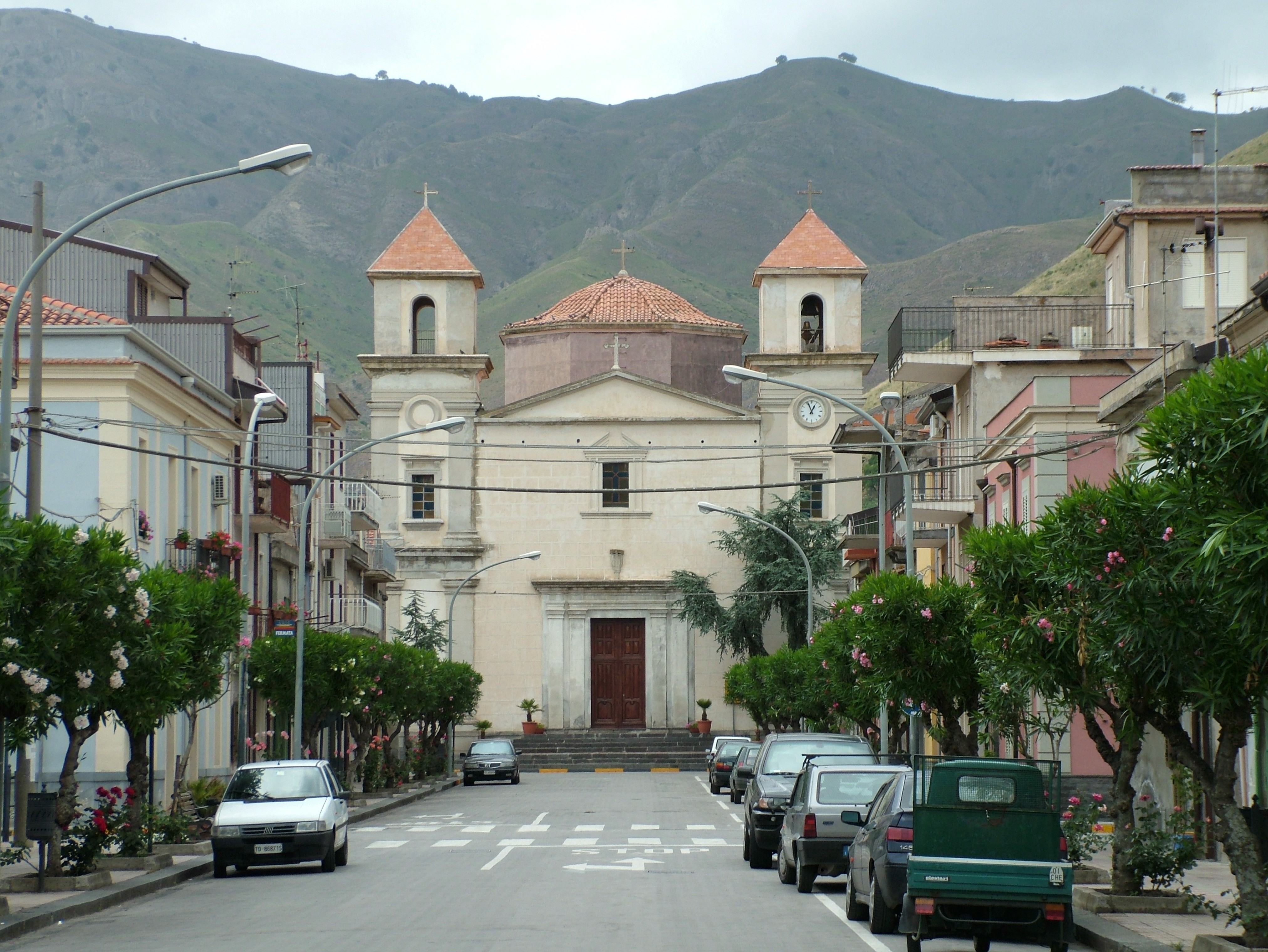
Kościół w Mojo Alcantara

Moio Alcantara – miejscowość i gmina we Włoszech, w regionie Sycylia, w prowincji Mesyna.
Według danych na rok 2004 gminę zamieszkiwały 804 osoby, 100,5 os./km².